# Paperino ortolano
Paperino ortolano (The Greener Yard) è un film del 1949 diretto da Jack Hannah. È un cortometraggio animato della serie Donald Duck, prodotto dalla Walt Disney Productions, uscito negli Stati Uniti il 14 ottobre 1949 e distribuito dalla RKO Radio Pictures. A partire dagli anni novanta è più noto come Il recinto verde.

## Trama
Bootle Beetle vive in un deposito di rifiuti accanto alla casa di Paperino. Un giorno prepara per cena dei fagioli, lasciando contrariato il figlio, che si mette a osservare la casa di Paperino. Dopo aver detto al figlio che "l'erba del vicino è sempre più verde della tua", Bootle Beetle gli racconta di quando lui da giovane decise andare a vedere il giardino di Paperino. Dopo aver divorato dell'uva e del mais, iniziò a mangiare un'anguria, ma venne scoperto dal papero e fu costretto a fuggire dalla sua furia, rischiando anche di venire divorato da delle galline e da due uccellini. Al termine del racconto, il figlio decide di mangiare i fagioli, con gioia del padre, il quale tuttavia ruba da Paperino due fette di anguria.

## Distribuzione

### Edizione italiana
Il cortometraggio arrivò in Italia nel settembre 1963, abbinato al film L'ultimo treno da Vienna.. Fu poi doppiato nel 1988 dalla Mops Film per l'inclusione della VHS Paperino, Pippo, Pluto e.... Nel 1991 il corto fu nuovamente doppiato dalla Royfilm con le voci del Gruppo Trenta per l'inclusione nella VHS Pippo superstar e tale doppiaggio è stato usato anche nelle successive occasioni.

### Edizioni home video

#### VHS
- Paperino, Pippo, Pluto e... (maggio 1988)[1]
- Pippo superstar (febbraio 1991)[2]

#### DVD
Il cortometraggio è incluso nel DVD Walt Disney Treasures: Semplicemente Paperino - Vol. 3.